# Bitka kod Agincourta
Bitka kod Agincourta bila je ključna engleska pobjeda u Stogodišnjem ratu. Dogodila se 25. listopada 1415., na sv. Krispina, u grofoviji Saint-Pol u Artoisu, nekih 40 kilometara južno od Calaisa, danas Azincourt u sjevernoj Francuskoj. Neočeikvana pobjeda Engleske kod Agincourta, naspram brojčano nadmoćnije francuske vojske, uzdigla je moral i prestiž kod Engleza, osakatila Francusku, i započela novo razdoblje rata, u kojemu je engleska strana uživala velike vojne uspjehe.
Nakon nekoliko desetljeća relativnoga mira, Englezi su obnovili svoj ratni pohod 1415., zbog neuspjeha u pregovorima s Francuskom. U pohodu koji je uslijedio, mnogi su vojnici umrli zbog bolesti i Englezi su brojčani oslabili; pokušali su se povući Calais, ali je njihov put blokirala znatno brojnija francuska vojska. Unatoč nepovoljnijem položaju, bitka koja je uslijedila, završila je u nadmoćnoj taktičkoj pobjedi Engleza.
Kralj Henrik V. poveo je svoje jedinice u bitku, i izravno sudjelovao u borbama. Francuski kralj Karlo VI. nije osobno zapovijedao svojom vojskom, jer je patio od teške psihoze, s umjerenom mentalnom onesposobljenošću. Umjesto njega, zapovijedao je Charles d'Albret, te različiti istaknuti francuski plemići iz Armagnacove stranke.
Bitka je poznata po masovnoj uporabi engleskog dugog luka, te su engleski i velški strijelci činilo gotovo 80 posto Henrikove vojske. Razaranje francuske konjice od strane strijalaca označilo je pad konjice i sve veću dominaciju dalekosežnog oružja na bojnom polju.
Agincourt je jedna od najpoznatijih engleskih pobjeda, i najznačajniji engleski trijumf u Stogodišnjem ratu, uz bitke kod Crécyja (1346.) i Poitiersa (1356.). Bitka je središnji dio drame Henrik V. Williama Shakespearea.